# ნ
ნ（グルジア語: ნარი、/naɾɪ/）は、現行のグルジア文字の13番目の文字（正書法改正前は14番目）である。

## 使用
ジョージア語では主に歯茎鼻音[n]を表し、軟口蓋音の前で軟口蓋鼻音[ŋ]を表す。記数法では数値50を表す。
ジョージア国内のラズ語でも使用されている。トルコ国内で使用されているラズ語ラテン・アルファベットの「N」に対応する。アブハズ語（1937年から1954年まで）およびオセット語（1938年から1954年まで） のグルジア文字表記法でも使用されていたが、現在はキリル文字が主に使われ、「Н」と記される。
ジョージア語のラテン文字化では「N」と記す。グルジア語の点字では記号⠝（U + 281D）となる。

## 字形
| アソムタヴルリ | ヌスフリ | ムヘドルリ | ムタヴルリ |
| -------------- | -------- | ---------- | ---------- |
|                |          |            |            |

## 符号位置
| 文字 | Unicode | JIS X 0213 | 文字参照          | 備考           |
| ---- | ------- | ---------- | ----------------- | -------------- |
| Ⴌ    | U+10AC  | -          | &#x10AC; &#4268;  | アソムタヴルリ |
| ⴌ    | U+2D0C  | -          | &#x2D0C; &#11532; | ヌスフリ       |
| Ნ    | U+1C9C  | -          | &#x1C9C; &#7324;  | ムタヴルリ     |
| ნ    | U+10DC  | -          | &#x10DC; &#4316;  | ムヘドルリ     |